# Matéria da Bretanha

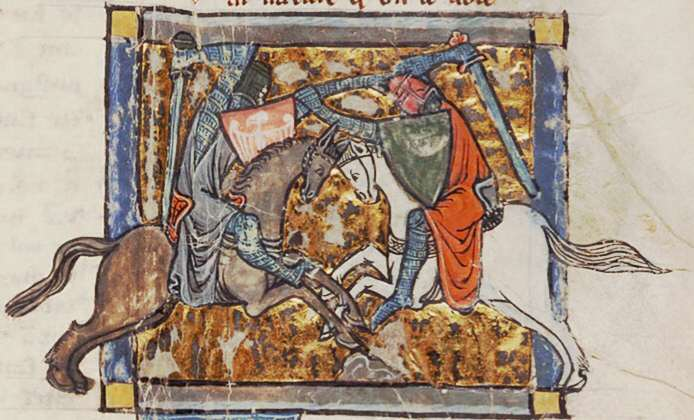
Ivain em combate contra Gavain

Matéria da Bretanha é um nome dado coletivamente às lendas, em geral de origem celta, relacionadas à história  da Bretanha e das Ilhas Britânicas. As histórias mais conhecidas são aquelas centradas na figura do rei Artur e seus Cavaleiros da Távola Redonda.
O poeta francês do século XII Jean Bodel criou o termo numa canção de gesta de sua autoria, a Chanson de Saisnes, na qual aparecem os seguintes versos:
Ne sont que iii matières à nul homme atandant,
De France et de Bretaigne, et de Rome la grant.
O que poderia ser traduzido por:
Há somente três matérias que ninguém deveria olvidar,
a da França, a da Bretanha, e a da grande Roma.
O nome distingue e identifica os temas da Matéria da Bretanha daqueles mitológicos extraídos da antiguidade clássica, a "matéria de Roma", e os contos dos paladinos de Carlos Magno e suas guerras contra os mouros e sarracenos, as quais constituíam a "matéria de França". Enquanto Artur é o principal assunto da Matéria da Bretanha, outros relatos menos conhecidos da história lendária da Grã-Bretanha, incluindo as histórias de Brutus da Bretanha, Coel Hen, rei Lear e Gogmagog, também são incluídos na Matéria da Bretanha.